# Paul Pömpner
Paul „Paulsen“ Pömpner (* 28. Dezember 1892 in Weißenfels; † 17. Mai 1934) war ein deutscher Fußballspieler.

## Karriere

### Vereine
In der Jugend von SC Preußen Weißenfels begann Paul Pömpner mit dem Fußballspielen. Das Pseudonym „Paulsen“ wählte er, um besser vor der Gefahr der Aufdeckung seines verbotenen vereinsmäßigen Kickens als Schüler gewappnet zu sein. Später wurde Paulsen zu seinem Markenzeichen. Mit 16 Jahren wechselte er 1908 zum Halleschen FC Wacker. Der schnelle, temperamentvolle und auf buchstäblich allen Positionen einsetzbare Allroundspieler stand mit den Hallensern in den Jahren 1911 und 1912 im Finale um die mitteldeutsche Meisterschaft. Mit 20 Jahren gelangte er – von Beruf Kaufmann – 1912 berufsbedingt in Leipzig und schloss sich dem VfB Leipzig an.
In der ersten Saison bei den „Blau-Weißen“ feierte er zuerst die Meisterschaft von Mitteldeutschland und nahm anschließend an der Endrunde um die Deutsche Fußballmeisterschaft 1913 teil. Im Viertelfinale beim 5:0-Sieg gegen den FC Askania Forst gelangen dem Halbrechts spielenden Pömpner vier Treffer. Im Halbfinale nutzte Leipzig das Heimspiel zu einem 3:1-Sieg gegen Viktoria 89 Berlin. Im Finale am 11. Mai 1913 in München setzte sich der VfB Leipzig mit 3:1 gegen den Duisburger SpV durch und gewann damit die deutsche Meisterschaft 1913. Pömpner erzielte dabei das 2:0. Weitere Stützen der Meisterelf waren Eduard Pendorf und Adalbert Friedrich. Erst in der Verlängerung scheiterte am 31. Mai 1914 die Titelverteidigung. Mit 2:3 verlor der VfB in Magdeburg das Endspiel gegen die SpVgg Fürth. Das entscheidende Tor gelang den Süddeutschen in der 153. (!) Spielminute. In Mitteldeutschland war der zumeist im Sturm eingesetzte Pömpner nach dem Ersten Weltkrieg auch noch an den Meisterschaften der Jahre 1925 und 1927 beteiligt.
Mit 380 Einsätzen für den VfB Leipzig wird Paul Pömpner geführt. In 24 Städtespielen vertrat er die Farben von Leipzig. 34 Berufungen erhielt er in die mitteldeutsche Landesauswahl.

### Auswahl-/Nationalmannschaft
Den ersten Einsatz hatte Pömpner auf Halbrechts am 12. Oktober 1913 in Leipzig als Auswahlspieler des Verbandes Mitteldeutscher Ballspiel-Vereine gegen die Auswahlmannschaft des Südostdeutschen Fußball-Verbandes. Er steuerte ein Tor zum 2:1-Erfolg bei. Dreimal stand er mit seinen Mitspielern in den Jahren 1914, 1920 und 1925 im Finale dieses sportlich anspruchsvollen Wettbewerbes für Mannschaften der Regionalverbände, der bis 1918 den Namen Kronprinzenpokal trug und dann 1919 in Bundespokal umbenannt wurde. Jeweils kam dabei die Vizemeisterschaft heraus. In diesen Wettbewerbsspielen kam Pömpner auf 20 Spiele mit 12 Toren.
Mit 31 Jahren debütierte der routinierte Pömpner am 31. August 1924 in Berlin im Test-Länderspiel gegen Schweden in der A-Nationalmannschaft. Gegen den Olympiadritten gab es eine 1:4-Niederlage. In der 72. Spielminute wurde der auf Linksaußen spielende Leipziger wegen einer Kopfverletzung ausgewechselt. Bei seinem zweiten Einsatz am 23. November 1924 in Duisburg gegen die Nationalmannschaft Italiens ergänzte er den Sturm des VfR Mannheim mit Höger, Fleischmann, Herberger und Meißner. Drei Wochen später kam er zu seinem dritten Länderspiel. Am 14. Dezember 1924 empfing Deutschland in Stuttgart den Olympiazweiten aus der Schweiz. Das Spiel endete mit einem 1:1-Unentschieden. Vor dem Spiel hatte der DFB-Spielausschuss sich mit dem Altinternationalen Max Breunig einen Berater für dieses Spiel hinzugeholt. Dessen Kompetenzen waren Vorläufer für den späteren Bundestrainer. Vor allem hatte er die Aufgabe, die Mannschaft auf die neue internationale Abseitsregel einzustellen. Zuvor hatten beim Abspiel noch drei gegnerische Spieler zwischen Angreifer und Tor stehen dürfen, von nun an noch zwei. Dies wirkte sich in den nächsten Jahren hauptsächlich durch die Rückziehung des vormalig „offensiven Mittelläufers“ in die Rolle des Abwehrchefs und die Entwicklung des WM-Systems aus.
Mit dem Länderspieleinsatz am 26. Juni 1925 in Helsinki gegen Finnland endete nach sechs Länderspielen die internationale Karriere von Paul Pömpner. Der als Kapitän auf Halblinks agierende Routinier steuerte zu dem 5:3-Erfolg der deutschen Mannschaft drei Tore bei.

## Sonstiges
Im Alter von 41 Jahren kam Pömpner im Jahre 1934 durch einen Verkehrsunfall ums Leben.